# Albert Azarjan
Albert Azarjan (rusky Альберт Вагаршакович Азарян, arménsky Ալբերտ Ազարյան; 11. února 1929, Karakilis, Arménská sovětská socialistická republika – 5. září 2023, Jerevan, Arménie) byl sovětský sportovní gymnasta arménské národnosti. Na olympijských hrách v letech 1956 a 1960 získal celkem tři zlaté medaile. Olympijským vítězem v gymnastice se stal i jeho syn Eduard Azarjan.
Zemřel 5. září 2023 ve věku 94 let.